# Браво-два-ноль (фильм)
«Браво-два-ноль» (англ. Bravo Two Zero; в России известен как «Буря в пустыне») — телевизионный фильм, снятый телеканалом Би-би-си по одноимённой книге Энди Макнаба.

## Сюжет
В фильме показана реальная история, произошедшая с патрулём Специальной авиационной службы (SAS) Великобритании во время войны в Персидском заливе (1991). Патруль «Браво-два-ноль» в ходе выполнения задания по поиску и обнаружению мобильных установок иракских ракет «Скад» был обнаружен противником. Четверо членов патруля попали в плен, трое погибли и лишь один сумел спастись, добравшись до Сирии.

## В ролях
- Шон Бин — Энди Макнаб
- Стив Николсон — Динджер
- Роберт Хоббс — Стэн
- Кевин Коллинз — Крис
- Ричард Грэхэм — Марк
- Рик Уорден — Тони
- Джейми Бартлетт — Рэй
- Рой Синьор-мл. — Пит
- Йэн Кертис — Баз

## Факты
- Съёмки фильма начались 12 августа 1997 года и закончились в октябре. Семь недель они проходили в ЮАР (в том числе в Йоханнесбурге) и одну неделю — в Лондоне.
- В нескольких эпизодах фильма использована документальная кинохроника (например, запуск «Скада», начало воздушной и наземной операций коалиционных сил).
- Фильм полностью снят с позиции Энди Макнаба, командира патруля, чья книга подвергалась критике за ряд неточностей в описании событий. Судьбе патруля также посвящён фильм «Единственный уцелевший», снятый с позиции другого члена патруля Криса Райана.
- Кроме британских актёров, сыгравших членов патруля, и нескольких бывших иракских солдат все остальные роли исполняли южноафриканцы.
- Энди Макнаб — псевдоним. Его настоящее имя Стивен Билли Митчелл.